# Bumimitra
Bumimitra foi o segundo imperador do Império Kanva, dinastia que se estendeu num período de tempo entre o ano de 73 a.C. e o ano 26 a.C. Governou entre 66 a.C. e 52 a.C. Foi antecedido no trono por Vasudeva Kanva e sucedido por Naraiana Kanva.